# Adaptador de host

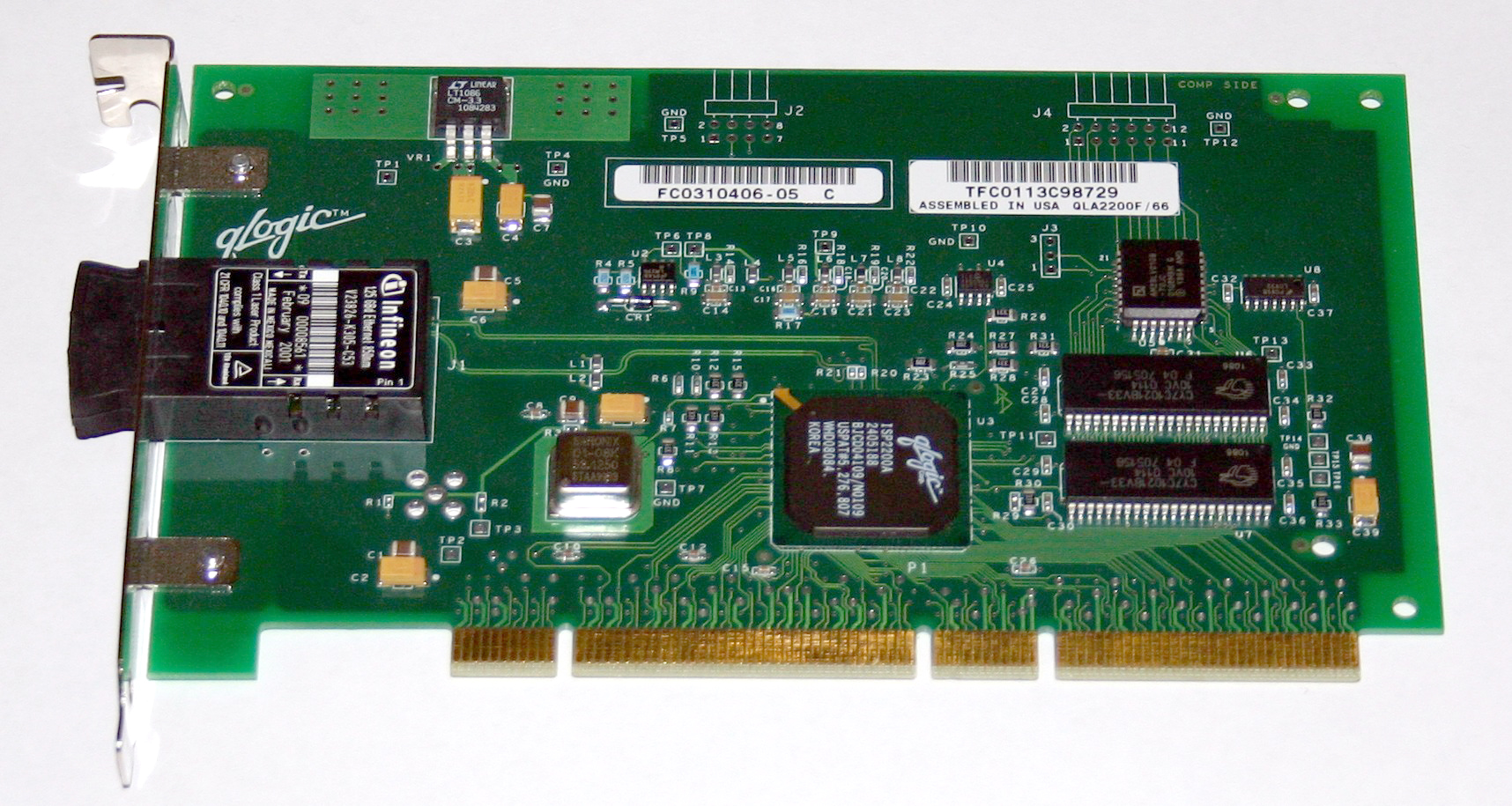
Fibre Channel Host Bus Adapter (placa PCI-X de 64 bits)

Em hardware de computador, um adaptador de host, controlador de host ou adaptador de barramento de host (ABH) conecta um sistema host (o computador) a outros dispositivos de rede ou de armazenamento. Os termos são principalmente usados para se referirem a dispositivos para conexão SCSI, Fibre channel e dispositivos eSATA, mas os dispositivos para conexão com IDE, Ethernet, FireWire, USB e outros sistemas também podem ser chamados de adaptadores de host. Recentemente, o advento do iSCSI e Fibre Channel over Ethernet trouxe os Ethernet HBAs (ABHs), que são diferentes dos NICs Ethernet na medida em que incluem motores Offload TCP. Há também HBAs convergentes que suportam Ethernet e Fibre Channel.